# Jens Fiedler (kanotist)
Jens Fiedler är en östtysk kanotist.
Han tog bland annat VM-guld i K-4 500 meter i samband med sprintvärldsmästerskapen i kanotsport 1986 i Montréal.